# 新·大雄的宇宙開拓史
《多啦A夢：新·大雄的宇宙開拓史》是在2009年3月7日上映的第29部哆啦A夢電影作品（水田版系列片第4作），改編自大長篇《大雄的宇宙開拓史》。編劇為曾任編劇的真保裕一，導演為腰繁男。本片為朝日電視台50週年台慶紀念作品。該片亦是目前水田版系列中票房最低的一部作品。

## 劇情
大雄最近經常被奇怪的夢困擾，他房間中央的榻榻米下面還不斷出現響動。某天，榻榻米被撞開，裡面跑出一個像兔子一樣的生物。牠的名字叫恰咪，是外星男孩羅布爾的寵物。羅布爾和親人、朋友生活在名為可亞可亞的星球，這裡盛產奇妙的安泰德礦石。邪惡的加爾泰德礦業為了霸佔這些礦藏，不惜使用各種卑鄙手段企圖將羅布爾這群早期開拓者趕走。羅布爾乘坐的飛船就是遭到加爾泰德礦業的襲擊，偶然引發錯亂和大雄的房間連在一起。哆啦A夢和大雄修好了羅布爾的飛船，還和可亞可亞星的人民成為好朋友。與此同時，加爾泰德礦業繼續他們邪惡的計劃，正直的大雄決心幫助外星朋友守衛他們的家園...

## 作品設定
宇宙中的一個星體。跟大雄身處的地球的時間流動不一樣，地球的一小時等於可亞可亞星的一天。七年前，羅布爾等人移民到可亞可亞星。可亞可亞星重力比地球小，故地球人能在這個星球發揮像超人般的力量。大家都受惠於可亞可亞星這個豐富的大自然，因此被加爾泰德礦業盯上。

## 角色介紹
可亞可亞星的少年，在實施超越空間時其飛船與大雄的房間連接起來。與大雄和多啦A夢有深厚的友誼。
羅布爾的寵物，全身覆毛的雌性動物。與多啦A夢一樣喜歡吃豆沙包。跟舊版電影不同的是，在本作中又改回漫畫原著的樣子。
羅布爾的妹妹。
本作中新登場的角色，17歲。跟羅布爾十分親密，二人是青梅竹馬。
- 萊莎

羅布爾、克蕾姆的母親。原著漫畫和舊版電影都是沒有名字的。
- 巴斯博士[註 1][註 2]

摩莉娜的父親。在摩莉娜10歲的時候，因為一場磁暴而失蹤，原著漫畫和舊版電影都是沒有出現的人物。
- 卡莫蘭[註 1]

羅布爾的鄰居，育有一子。
- 布布[註 1]

羅布爾的鄰居。

## 配音員

### 預告片旁白
- 香港：林保全、陸惠玲（大雄）

### 宣傳片旁白
- 香港：張炳強

### 角色
| 角色                     | 配音員          | 配音員                             | 配音員                      | 配音員   | 配音員   |
| 角色                     | 日本            | 香港                               | 臺灣                        | 臺灣     | 中国大陆 |
| 角色                     | 日本            | 香港                               | 國語                        | 客語     | 中国大陆 |
| 原著角色                 | 原著角色        | 原著角色                           | 原著角色                    | 原著角色 | 原著角色 |
| ------------------------ | --------------- | ---------------------------------- | --------------------------- | -------- | -------- |
| 哆啦A夢                  | 水田山葵        | 林保全                             | 陳美貞                      | 劉韶蕙   | 梁穎     |
| 大雄                     | 大原惠          | 陸惠玲                             | 陶敏嫻                      | 徐敏莉   | 祖麗晴   |
| 靜香                     | 嘉數由美        | 梁少霞                             | 黃珽筠                      | 王旻瑛   | 鄧玉婷   |
| 胖虎                     | 木村昴          | 陳卓智                             | 官志宏                      | 黃振尉   | 張琳     |
| 小夫                     | 關智一          | 黃鳳英                             | 李景唐                      | 陳佾玄   | 嚴彥子   |
| 野比玉子                 | 三石琴乃        | 陳安瑩                             | 丘梅君                      | 彭月春   | 趙娜     |
| 野比大助                 | 松本保典        | 張炳強                             | 官志宏                      | 賴家昌   | 李團     |
| 哆啦美                   | 千秋            | 鄭麗麗                             | 陶敏嫻                      | 林鈺婷   | 喬詩語   |
| 出木杉                   | 萩野志保子      | 劉惠雲                             | 黃珽筠                      | 徐佑驊   | 劉紅韻   |
| 胖虎媽媽                 | 竹內都子        | 劉惠雲                             | 陳美貞                      | 宋菁玲   |          |
| 大長篇原著及電影原創角色 |                 |                                    |                             |          |          |
| 羅布爾                   | 櫻井智          | 劉惠雲                             | 黃珽筠                      | 王旻瑛   | 季冠霖   |
| 恰咪                     | 佐久間玲        | 高可慧                             | 丘梅君                      | 彭月春   | 駱妍倩   |
| 克蕾姆                   | 絢香威爾森      | 王夢華                             |                             | 徐佑驊   | 楊夢露   |
| 梨蒂                     | 渡邊菜生子      |                                    | 陳美貞                      | 劉于慈   |          |
| 摩莉娜                   | 香里奈          | 鄭家蕙                             |                             | 宋菁玲   |          |
| 摩莉娜（10歲）           | 堀江由衣        | 鄭家蕙                             |                             | 宋菁玲   |          |
| 巴斯博士                 | 堀內賢雄        | 何承駿                             | 李景唐                      | 陳佾玄   | 姜廣濤   |
| 卡莫蘭                   | 茶風林          | 蕭徽勇                             | 陳幼文                      |          |          |
| 布布                     |                 | 陳安瑩                             |                             |          |          |
| 博岡多主任               | 大川透          | 黃志明                             | 官志宏                      | 楊明剛   |          |
| 警察官                   | 後藤史彦        | 高翰文 張炳強                      | 官志宏                      | 鍾少庭   |          |
| 度烏                     | 徳井義実        | 張炳強                             | 陳幼文                      | 鍾少庭   |          |
| 烏諾                     | 福田充徳        | 蕭徽勇                             | 李景唐                      | 黃振尉   |          |
| 基拉米                   | 大塚明夫        | 高翰文                             | 陳幼文                      | 賴家昌   |          |
| 警備員                   | 澁谷茂 高戶靖廣 | 伍博民 蘇強文 李家傑 蕭徽勇        | 李景唐                      |          |          |
| 船長・市長               | 佐藤正治        | 黃志明 張炳強                      | 官志宏                      |          |          |
| 可亞可亞星市民           |                 | 何承駿 陳安瑩 王夢華 伍博民 張炳強 | 丘梅君 陶敏嫻 官志宏 陳幼文 |          |          |
| 宇宙船 操舵員            | 若田光一        | 高翰文                             | 官志宏                      | 鍾少庭   |          |

## 工作人員
- 原作：藤子·F·不二雄
- 導演：腰繁男
- 編劇：真保裕一
- 繪畫指導：金子志津枝
- 美術指導：土橋誠（Vega Entertainment）
- 動畫製作：SHIN-EI動畫
- 出品：電影多啦A夢製作委員會（藤子製作、小學館、朝日電視台、SHIN-EI動畫、Asatsu-DK、小學館集英社製作）
- 國際發行：東寶株式會社

## 主題歌
| 類別   | 歌曲                          | 作詞     | 作曲     | 编曲             | 演唱                                                                                        |
| ------ | ----------------------------- | -------- | -------- | ---------------- | ------------------------------------------------------------------------------------------- |
| 片頭曲 | 《為你實現夢想的多啦A夢》（夢をかなえてドラえもん） | 黑須克彥 | 黑須克彥 | 大久保薰、合音： | Mao（Columbia Entertainment） ※承繼著前作《大雄與綠之巨人傳》，開場曲動畫內容與歌詞相呼應。 |
| 主題曲 | 《我會珍惜》（大切にするよ）              | 柴咲幸   | 市川淳   | 市川淳           | 柴咲幸                                                                                      |
| 插曲   | 《你的歡笑世界》（キミが笑う世界）          |          | 澤田完   |                  | 絢香威爾森、雲雀兒童合唱團                                                                  |

## 票房
| 上一届： 《小雙俠》 | 2009年日本週末票房冠軍 第14周 | 下一届： 《赤壁：決戰天下》 |

## 電影口號
- DORAEMON THE HERO 2009
- 到那時候，你將成為英雄（その時、君はヒーローになる）
- 信任之心，連接着我們（信じる心が 僕らをつなぐ）

## 獎項
| 年份 | 大奖                 | 奖项         | 提名                    | 结果 |
| ---- | -------------------- | ------------ | ----------------------- | ---- |
| 2009 | 第33回日本电影金像奖 | 優秀动画片奖 | 《新·大雄的宇宙開拓史》 | 獲獎 |

## 其他
- 原作中沒有出現的哆啦美會在本片現身，至於摩莉娜這個角色是本片原創。
- 恰咪的配音員佐久間玲曾擔任第一代哆啦A夢中的迷你哆啦的配音。
- 最值得注意的是在電影結束後和往年相同的明年電影預告。明年電影的舞台是海，而且背景還顯現了「美人魚」。2009年7月17日，日本正式對外公佈2010年的電影作品為《大雄的人魚大海戰》。
- 為配合往後每年哆啦A夢電影可於日本推出後同年在香港上映，本次電影於香港特別安排在2011年復活節假期檔期上映，以便2011年於日本推出的《新·大雄與鐵人兵團》可在同年暑假檔期上映於香港上映。

## 舊作與新作的差異
- 羅布爾的衣服
- 宇宙船的外觀
- 摩莉娜的登場
- 巴斯博士的登場
- 哆啦美的登場
- 舊作中大雄的地板是與宇宙船的貨倉連接，新作中是與宇宙船的機房連接
- 大雄在新作中掉進超空間，舊作則沒有
- 舊作中超空間脫離是因為宇宙船爆炸引致脫離，新作中是隨時間而脫離
- 舊作中說出大雄他們是通過什麼地方來到可亞可亞星的是羅布爾的鄰居布布，新作則是摩莉娜
- 原著和舊作布布是非常不喜歡大雄和哆啦A夢的正義英雄超人，新作則是摩莉娜，布布改為超級粉絲
- 原作和舊作中處理地核破壞裝置是用時光包袱巾讓引爆計時倒退，新作中則是用機械手臂將地核破壞裝置拔起再傳送至超空間並放下引爆

## 預告
- 2010年電影是原創的《大雄的人魚大海戰》。

## 備註
1. 1 2 3  台灣譯名
2. ↑  香港譯名

## 外部連結
- （日語）官方網站 （页面存档备份，存于）
- 互联网电影数据库（IMDb）上《新·大雄的宇宙開拓史》的资料（英文）
- AllMovie上《新·大雄的宇宙開拓史》的资料（英文）
- Box Office Mojo上《新·大雄的宇宙開拓史》的資料（英文）
- 时光网上《新·大雄的宇宙開拓史》的資料（简体中文）
- 豆瓣电影上《新·大雄的宇宙開拓史》的資料 （简体中文）